# 国家公務員の給与の臨時特例に関する法律案
国家公務員の給与の臨時特例に関する法律案（こっかこうむいんのきゅうよのりんじとくれいにかんするほうりつあん）とは国家公務員の給与を臨時に引き下げる法律案。略称は「国家公務員給与削減法案」。

## 概要
2011年6月3日に菅直人内閣で法律案が閣議決定され、衆議院に提出された。中身は震災復興財源の確保を目的に2013年度末までの特例措置として、国家公務員の給与や賞与を5～10％削減する内容である。具体的には課長級以上10％、課長補佐・係長級8％、係員級5％で、平均7.8％の削減となる
人事院の給与勧告（人事院勧告）によらず公務員給与を削減する法案が提出されたのは初めてであり、江利川毅人事院総裁は遺憾の談話を発表した。
また、この法案について西岡武夫参議院議長は国家財政の悪化について理解を示しつつも、公務員労働争議権を含む公務員労働三権や人事院制度等の公務員制度について抜本的改革をせずに人事院との協議が不十分なまま給与削減をする趣旨に反発し、衆議院から送付された場合は参議院議院運営委員長との協議の上、人事院との協議が尽くされない限り、参議院としては法案を委員会に付託しない考えを示した。国会法は「議案が提出されたときは、議長は適当の委員会に付託する」と規定しており、衆議院通過後に参議院に送られた場合は、参議院議長が担当の委員会に付託して、参議院の審議が始まる仕組みになっている。参議院事務局によると、議長が議案を意図的に付託しなかった例はないという。
西岡議長の発言について加藤一彦東京経済大学教授は「衆議院で可決されれば、『法案は成立させるべきだ』という衆議院の意思が示されたことになり、参議院で審議するのが二院制の基本」「議案の付託は議長の法的義務で、議長の好みで議事運営を動かすことは権限乱用」と批判された。
この法案は最終的に衆議院で採決にかけられることなく廃案となったことで、参議院に法案が送られることはなかった。